# ケン・ドーン (プロレスラー)
ケン・ドーン（Kenneth George Doane、1986年3月16日 - ）は、アメリカ合衆国のプロレスラー。マサチューセッツ州ウースター郡サウスブリッジ出身。

## 経歴
2001年、15歳でプロレスデビュー。ニューイングランド地方で活動した後、数々のレスラーを世に送りだしたキラー・コワルスキーの下で本格的にプロレスを学ぶ。その後WWEに入り、下部組織のOVWにて活動をする。
2003年に、ジョバーの若手選手としてRAWにてTVショーデビュー。2004年にも前座番組ヒートに登場している。
それから二年後の2006年1月に、ケニー（Kenny）というリングネームで5人組ユニットスピリット・スクワッドの一員としてRAWに登場。ショーン・マイケルズと抗争した後、4月にはマイキーと組んで、ビッグ・ショー＆ケイン組から世界タッグ王座を奪取する。その後ビンス・マクマホンの下でDXと抗争するが、負けがこみメンバー内でも徐々に亀裂が生じ、11月のCyber Sunday 2006で、リック・フレアー、ロディ・パイパー組にタッグ王座を奪取されてしまう。
2007年になってからは、その他のメンバーはOVWに戻され、ケニー1人で活動することになる。リングネームをケニー・ダイクストラ（Kenny Dykstra）に改めた。6月に行われたドラフトにてSmackDown!に移籍。移籍後はビクトリアをマネージャーにつけ、ジミー・ワン・ヤンとトリー・ウィルソン組や、チャック・パルンボとミシェル・マクール組と抗争。
1年以上WWEのスクリーン上に出ること無く長期欠場していたが2008年8月のSmackDown!で復帰。復帰早々いきなりWWE王座戦でトリプルHと対戦するが、あっけなく敗退。その翌週にはロン・キリングスのWWE復帰後のデビュー戦の相手を務めるも、この試合でも敗れてしまっている。同年11月10日にWWEを解雇された。
WWE解雇後は本名名義でインディー団体で活動するようになり、DRAGON GATE USA、TNA、Evolveなどに参戦。2011年11月にはWWEのSmackDown!のダークマッチに登場し、ジャスティン・ガブリエルと戦い敗れている。
2021年4月20日、ツイッターで引退することを発表。

## 得意技
- スカイハイ・レッグドロップ

ダイビング・レッグドロップ。空中で体を後ろ反らすように片ひざを曲げ、足をつかむように飛ぶのが特徴。
- RKドーン

ジャンピング・カッター
- ドーン・ネーション

ダイビング・ラリアット

## 獲得タイトル
WWE
- 世界タッグ王座 : 1回（w / スピリット・スクワッド）（ドーンは戴冠当時20歳で、同タイトル史上レネ・デュプリーとタイの最年少王者）